# 제1특전사령부
제1특전사령부(1st Special Forces Command (Airborne) (1SFC (A))는 노스캐롤라이나주 포트 브래그에 본부가 있는 미국 육군 특수작전사령부의 사단급 특수작전전력사령부이다.

## 역사
2014년 9월 30일, '그린베레'와 심리작전단, 민사여단, 지원여단을 단일조직 안에 묶는 컨셉으로 사단급인 제1특전사령부가 창설되었다. 하지만, 재조직화 계획이 잡혀있지 않아서 내년 2015년 7월까지는 사령부의 기능이 제대로 작동하지 않는다고 관계자가 밝혔다. 사령부에 군인 22,845명 민간인 126명의 인적자원 정원이 인가되었다.
2016년 12월 21일, 스타스 앤 스트라이프스가 제1특전사령부가 특수작전태스크포스 - 내재된 결단 작전(SOJTF-OIR)로서 내재된 결단 작전에 개입한다고 보도하였다.
2019년 7월 16일, 사령부 군사첩보대대가 제389군사첩보대대로 재지정되었다.

## 편성

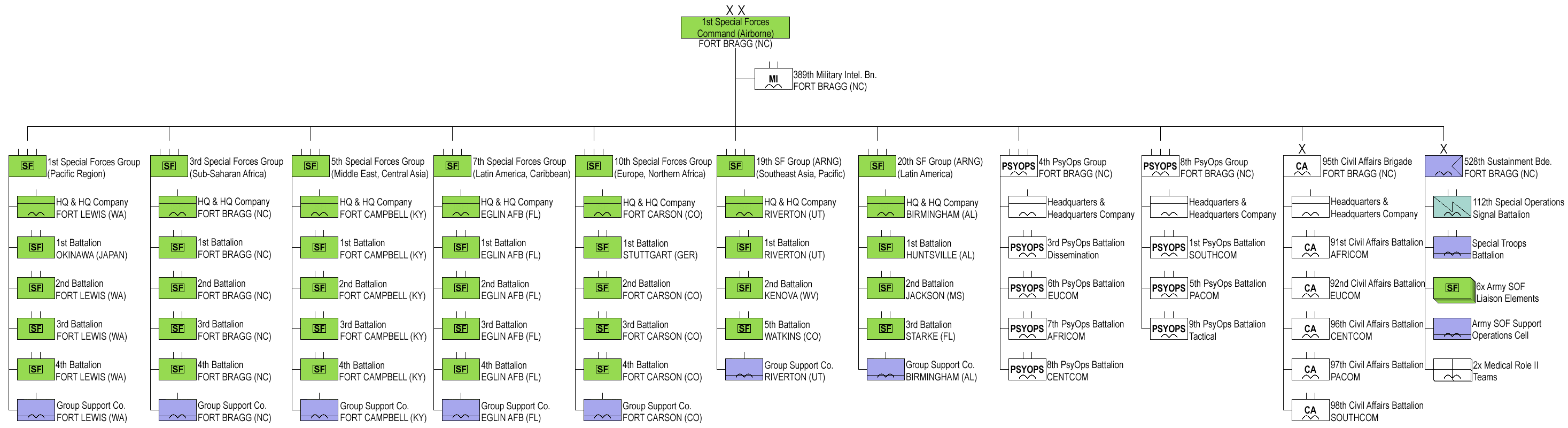
2020년 4월자 계층구조

- 제389군사첩보대대
- 그린베레
- 제8심리작전단
- 제95민사여단
- 제528지원여단

## 같이 보기
- 미국 특수작전사령부
- 미국 육군 특수작전사령부
- 해군특수전사령부
- 공군특수작전사령부

## 참고
1. ↑  Joseph Trevithick (2014년 11월 27일). “The U.S. Army Has Quietly Created a New Commando Division” (영어). 2019년 4월 19일에 확인함.
2. ↑  “Special Operations Forces Opportunities Exist to Improve Transparency of Funding and Assess Potential to Lessen Some Deployments” (PDF) (영어) (GAO-15-571). 미국 회계감사원. 2015년 7월: 43(49). 2019년 10월 19일에 확인함.
3. ↑  Drew Brooks (2016년 12월 21일). “'We're a significant presence:' General updates Fort Bragg troops on Islamic State fight”. military.com. The Fayetteville Observer, N.C. 2019년 10월 19일에 확인함.
4. ↑  Christopher E. Howard (2019년 8월). “From Leyte to the Levant: A Brief History of the 389th Military Intelligence Battalion (Airborne)” (영어). Office of the Command Historian. Army Special Operations Command Public Affairs Office. 2019년 10월 15일에 원본 문서에서 보존된 문서. 2019년 10월 16일에 확인함.

- BG Darsie Rogers. “1st Special Forces Command (Airborne) (Provisional)” (PDF) (영어). 2019년 4월 18일에 확인함.